# Helena Blavatsky
Helena Petrovna Blavatsky, ofta benämnd Madame Blavatsky eller HPB, född von Hahn den 12 augusti (31 juli enl. g.s.) 1831 i Jekaterinoslav i Kejsardömet Ryssland (nuvarande Dnipro i Ukraina), död 8 maj 1891 i London, var en rysk ockultist och mystiker, som med sina skrifter lade grunden för den moderna teosofiska rörelsen. Hon var 1875 en av medgrundarna av Teosofiska samfundet.

## Biografi
Helena Blavatsky föddes i en rysk adelsfamilj som dotter till generalen Peter von Hahn och författaren Jelena Gan. Hon uppfostrades vid olika garnisonsorter i landet. Hon såg sin religiöse ledare i en dröm som barn och mötte honom sedan som 20-åring i Hyde Park i London. 
Blavatsky blev gift vid sjutton års ålder med statsrådet Nikifor Blavatsky men lämnade sin make tre månader efter bröllopet och ägnade många år åt att resa i Europa, Asien, Afrika och Amerika. I Indien blev hon, efter vad hon själv påstod, invigd i vissa esoteriska religionsläror, vilka hon senare förkunnade. I Paris tjänstgjorde hon som medium åt en magnetisör men flydde från honom över London till Amerika. Därefter dök hon upp i Ryssland, där hon i Pskov fungerade som medelpunkten i en krets som hon förvånade med seanser, tills en svår psykisk sjukdom avbröt dessa. Från åren 1863–1868 finns ingen dokumentation om hennes förehavanden. Själv uppgav hon sig bland annat ha deltagit i italienska frihetskriget under Garibaldi. Hon lyckades ta sig in i Tibet och fick andlig ledning där mellan 1868 och 1870. Återstoden av sitt liv ägnade Blavatsky åt att sprida sitt andliga budskap. 
1870 framträdde hon i Kairo, där hon grundade Société spiritiste men tvingades lämna staden efter att ha misstänkts ha varit inblandad i bedrägeriaffärer, och reste över Odessa och Paris, till New York.
År 1875 grundade hon tillsammans med Henry S. Olcott och William Q. Judge Theosophical society i New York och utgav 1877 Isis unveiled, där hon utlägger historien symbolistiskt. 1879 förlade hon sin verksamhet till Indien och 1885 flyttade hon till England; på båda ställena sköt den teosofiska rörelsen under hennes ledning rask fart. 1888 utgav hon sitt huvudverk, The secret doctrine (Den hemliga läran), som är teosofernas viktigaste kodex. Omdömena om Blavatsky skiftar i hög grad. Hennes anhängare betraktar henne som en sierska, medan motståndarna ser henne som en bedragare. August Strindberg hörde till dem som sympatiserade med teosofin, men han var skeptisk till Blavatsky. 1885 hävdades från London Society for Physical Research att Blavatsky var en bluffmakerska, vilket har bestridits av Vernon Harrison.

## Bibliografi

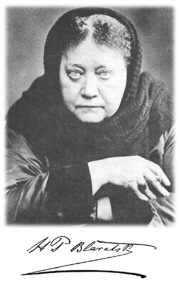
Helena Blavatsky, med namnteckning.

### Svenska översättningar
- Nyckel till teosofien: en klar framställning af den sedelära m. m. för hvars studium det teosofiska samfundet blifvit stiftadt (The key to theosophy) (översättning Victor Pfeiff och A. F. Åkerberg, Teosofiska bokförlaget, 1890)
- Den hemliga läran: sammanfattning av vetenskap, religion och filosofi (The secret doctrine, the synthesis of science, religion and philosophy) (Teosofiska bokförlaget, 1893)
- Valda smärre uppsatser (Teosofiska bokförlaget, 1893)
- Den hemliga läran: sammanfattning af vetenskap, religion och filosofi (The secret doctrine, the synthesis of science, religion and philosophy) (Teosofiska bokförlaget, 1893-1895)
- Nyckel till teosofien: en klar framställning i form av frågor och svar av den sedelära, vetenskap och filosofi för vars studium Universella broderskapet och Teosofiska samfundet blivit stiftat (The key to theosophy) (övers. Katherine Thingley, Universella broderskapet, 1908)
- Praktisk ockultism samt ockultismen och de ockulta färdigheterna: några praktiska anvisningar för det dagliga livet (övers. Ingeborg Schönmeyr, Svenska teosofiska bokförlaget, 1924)
- Valda uppsatser i teosofiska ämnen (Teosof. bokförl. Point Loma, 1940)
- Drömmar (Transactions of Blavatsky Lodge. Appendix: Dreams) (United Lodge of theosophists, 1981)
- Nyckeln till teosofin (Förkortad uppl. redigerad av Joy Mills, översatt av Barbro Rydholm-Melander och Märta Wiklund, Svenska teosofiska bokförlaget, 1991)
- Fem budskap från H.P. Blavatsky till de amerikanska teosoferna församlade vid konventen 1888, 1889, 1890 och 1891 (Five messages from H.P. Blavatsky to the American theosophists) (Teosofiska kompaniet, 1996) ISBN 91-87740-03-6
- Tystnadens röst: första fragmentet ur De gyllene föreskrifternas bok: till dagligt bruk för lanoos (lärjungar) (The voice of silence) (översatta och kommenterade av "H.P.B." - [Helena Blavatsky], Teosofiska kompaniet, 1996) ISBN 91-87740-07-9
- Karma och reinkarnation (Wrå förlag, 2007) ISBN 91-975498-3-5
- Jag ger mig av - men inte ensam (Nightmare tales) (övers. Charlotte Hjukström, Bakhåll 2008) ISBN 978-91-7742-283-9